# LoanDepot Park
Le LoanDepot Park (styilsé comme loanDepot park) est un stade de baseball, domicile des Marlins de Miami de la Ligue majeure de baseball, dans la ville de Miami, en Floride, aux États-Unis.
Construit sur le site de l'ancien Miami Orange Bowl, le Marlins Park remplace le Sun Life Stadium en tant que terrain de l'équipe des Marlins de Miami, à l'époque appelés Marlins de la Floride. Le stade est inauguré le 5 mars 2012 lors d'un match de baseball entre deux écoles secondaires de la région. Le premier match de la Ligue majeure de baseball y est joué le 4 avril 2012 entre les Marlins et les Cardinals de Saint-Louis.
Avec une capacité de 36 742 places assises et une capacité totale de 37 442 spectateurs, le Marlins Park est le quatrième plus petit stade de la Ligue majeure de baseball en termes de capacité officielle et le plus petit en termes de capacité actuelle, devançant le O.co Coliseum d'Oakland et le Tropicana Field de St. Petersburg.
Marlins Park est le sixième stade de la Ligue majeure de baseball à avoir un toit rétractable, rejoignant le Centre Rogers, le Chase Field, Safeco Field, le Minute Maid Park et Miller Park.

## Histoire
La démolition de l'Orange Bowl commença le 3 mars 2008 pour faire place au futur Marlins Park, dont la construction débute le 18 juillet 2009.
En décembre 2011, la construction est jugée « complétée à plus de 90 pour cent. »  La franchise des Marlins espérait annoncer un commanditaire qui donnerait son nom au stade qui porte le nom de Marlins Park au moment de son inauguration,, mais ce nom demeure plusieurs années après.
En mars 2021, il a été annoncé que le stade serait renommé de « Marlins Park » à « LoanDepot Park ».

## Financement
- Marlins de Miami (ex-Marlins de la Floride) - $125,2 millions
- Comté de Miami-Dade - $376,3 millions
- Ville de Miami - $132,5 millions

Total: 634 millions de dollars
Cela comprend les 10 millions de dollars pour la démolition de l'Orange Bowl et les 94 millions pour la construction des parkings.
Le financement du stade provoque une considérable controverse, durant et après sa construction. Le comté de Miami Dade emprunte de l'argent en vendant des obligations de Wall Street pour financer l'enceinte. Le Miami Herald révèle en 2013 que le stade, une fois les créances acquittées en 2048, aura coûté environ 1,2 milliard de dollars US d'argent public,.
Le maire de Miami Tomás Regalado et le maire du comté de Miami-Dade Carlos A. Giménez boycottent tous deux la séance de photo qui suit la cérémonie officielle de coupure de ruban à l'inauguration du stade en 2012.

## Inauguration
Le stade est inauguré le 5 mars 2012 par un match de baseball entre deux écoles secondaires de la région, Christopher Columbus et Belen. Le lendemain, les Marlins disputent un match aux Hurricanes de Miami, l'équipe de baseball de l'Université de Miami. Le premier match de Ligue majeure de baseball aux Marlins Park est joué le 4 avril 2012, une rencontre que les Marlins perdent 4-1 aux mains des Cardinals de Saint-Louis devant 36 601 spectateurs. Josh Johnson des Marlins est le lanceur qui effectue le premier tir d'un match de Ligue majeure dans cette enceinte, tandis que Carlos Beltrán des Cardinals frappe le premier coup sûr et marque le premier point.
Les Marlins gagnent leur premier match dans leur nouveau stade le 13 avril 2012, un succès de 5-4 sur les Astros de Houston. À cette occasion, J. D. Martinez des Astros est le premier joueur à frapper un coup de circuit dans ce stade. Omar Infante est le premier joueur des Marlins à frapper un circuit au Marlins Park, le 15 avril 2012 contre J. A. Happ des Astros, activant du même coup la sculpture animée conçue par Red Grooms qui décore l'arrière de la clôture du champ centre-gauche.
Cependant, le premier coup de circuit frappé au Marlins Park est en réalité celui d'un adolescent de 15 ans, Brent Diaz de l'école secondaire Christopher Columbus, lors du match amical du 5 mars 2012, le premier coup sûr est réussi par son coéquipier Mike Vinson, un lanceur et le premier tir est effectué par Christian Solis, le lanceur de Belen Jesuit Preparatory School.

## Affluence
Les Marlins, de 1998 à leur dernière année (2011) au Sun Life Stadium, étaient parmi les 4 dernières équipes de la Ligue nationale de baseball (sur 16 clubs) pour le nombre d'entrées payantes. Ils étaient le club ayant attiré le moins de spectateurs chaque saison de 2006 à 2011. À leur première année à Marlins Park, le nombre total de spectateurs passe de 1 520 562 en 2011 à 2 219 444 en 2012, soit une augmentation de 18 772 en moyenne à 27 401, ce qui les place 12e sur 16 équipes. En 2013 et 2014, Miami est dernier sur 15 clubs en Ligue nationale avec 1 586 322 (moyenne de 19 584 par match) et 1 732 283 (moyenne de 21 386), respectivement.
En 2013, Miami est 28e sur 30 clubs du baseball majeur pour le nombre de spectateurs au stade, et 27e en 2014.

## Événements
- Classique mondiale de baseball 2013
- Miami Beach Bowl, depuis 2014
- Match des étoiles de la Ligue majeure de baseball 2017, 11 juillet 2017

## Dimensions
- Champ gauche : 344 pieds (105 mètres)
- Champ centre-gauche : 386 " (118 m)
- Champ centre : 418 " (127 m)
- Champ centre-droit : 392 " (119 m)
- Champ droit : 335 " (102 m)

## Galerie

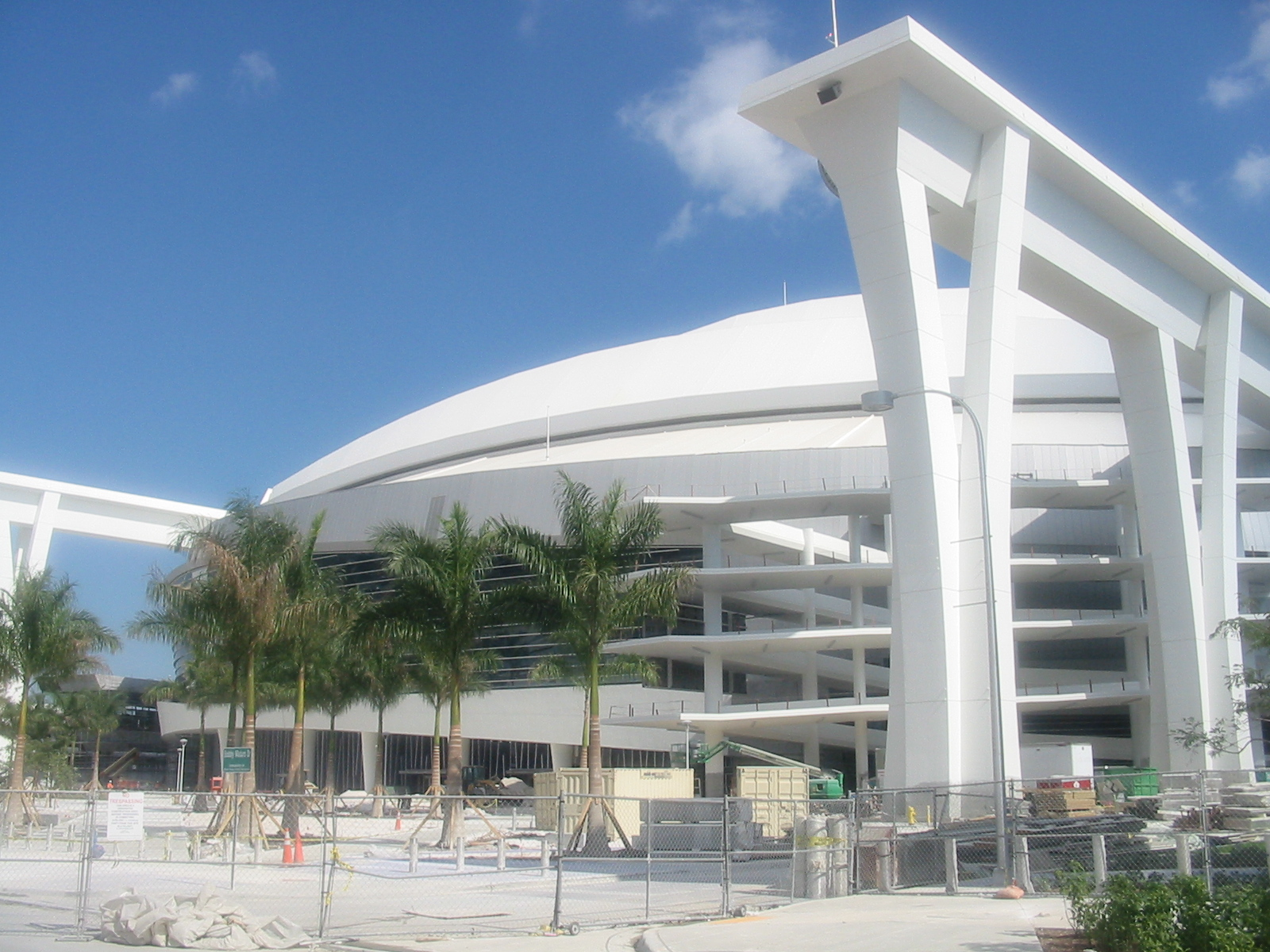
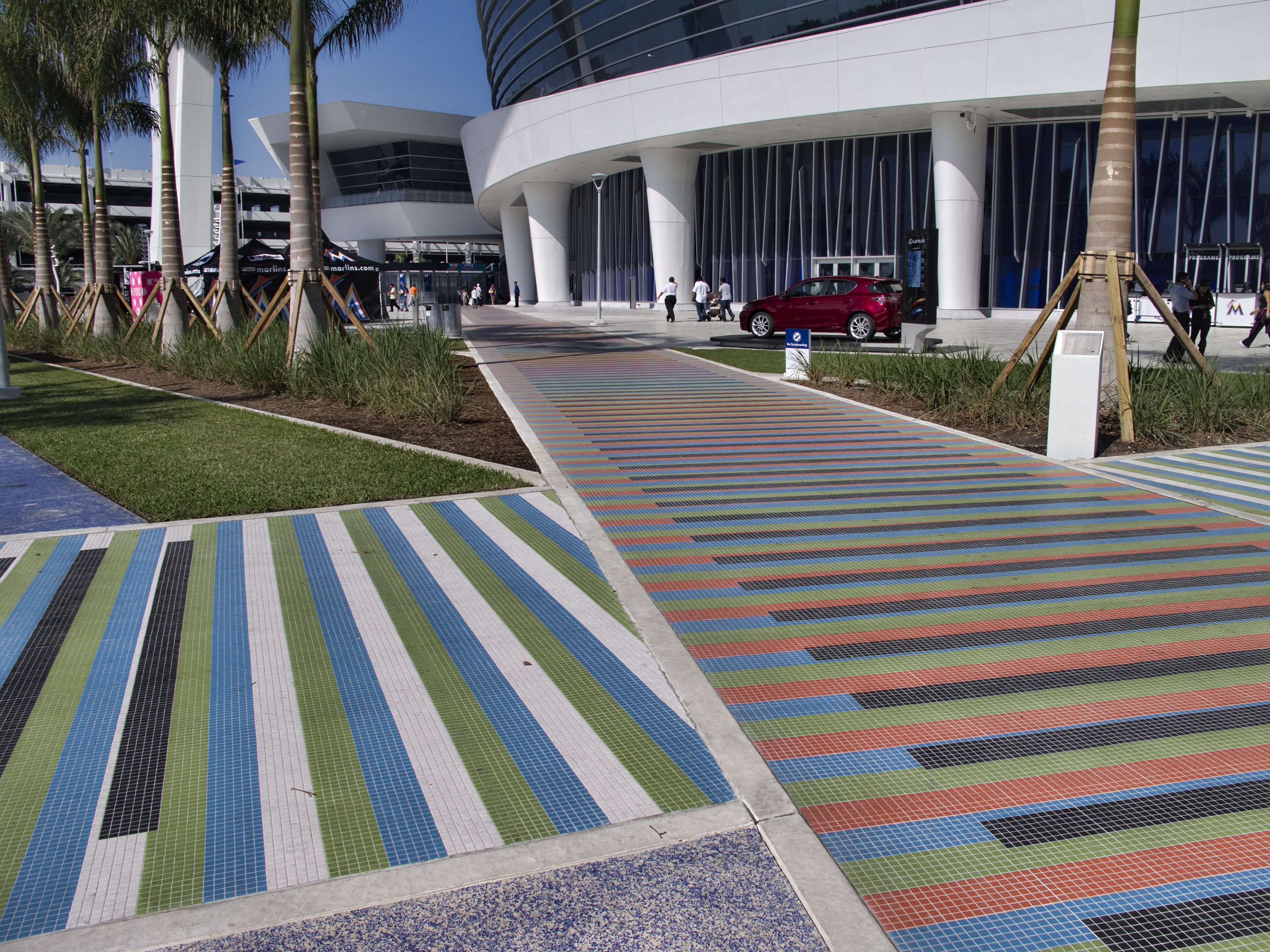
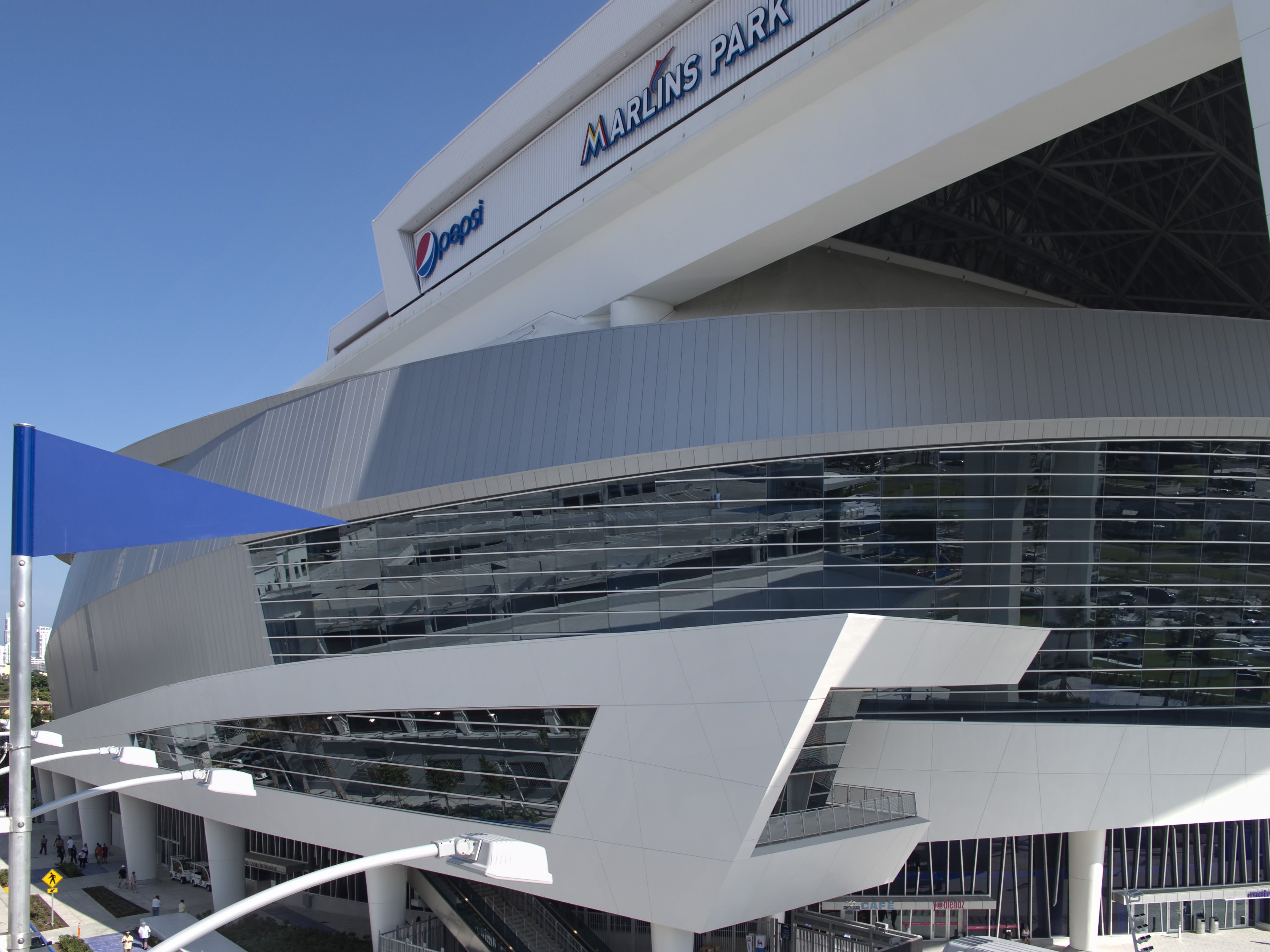
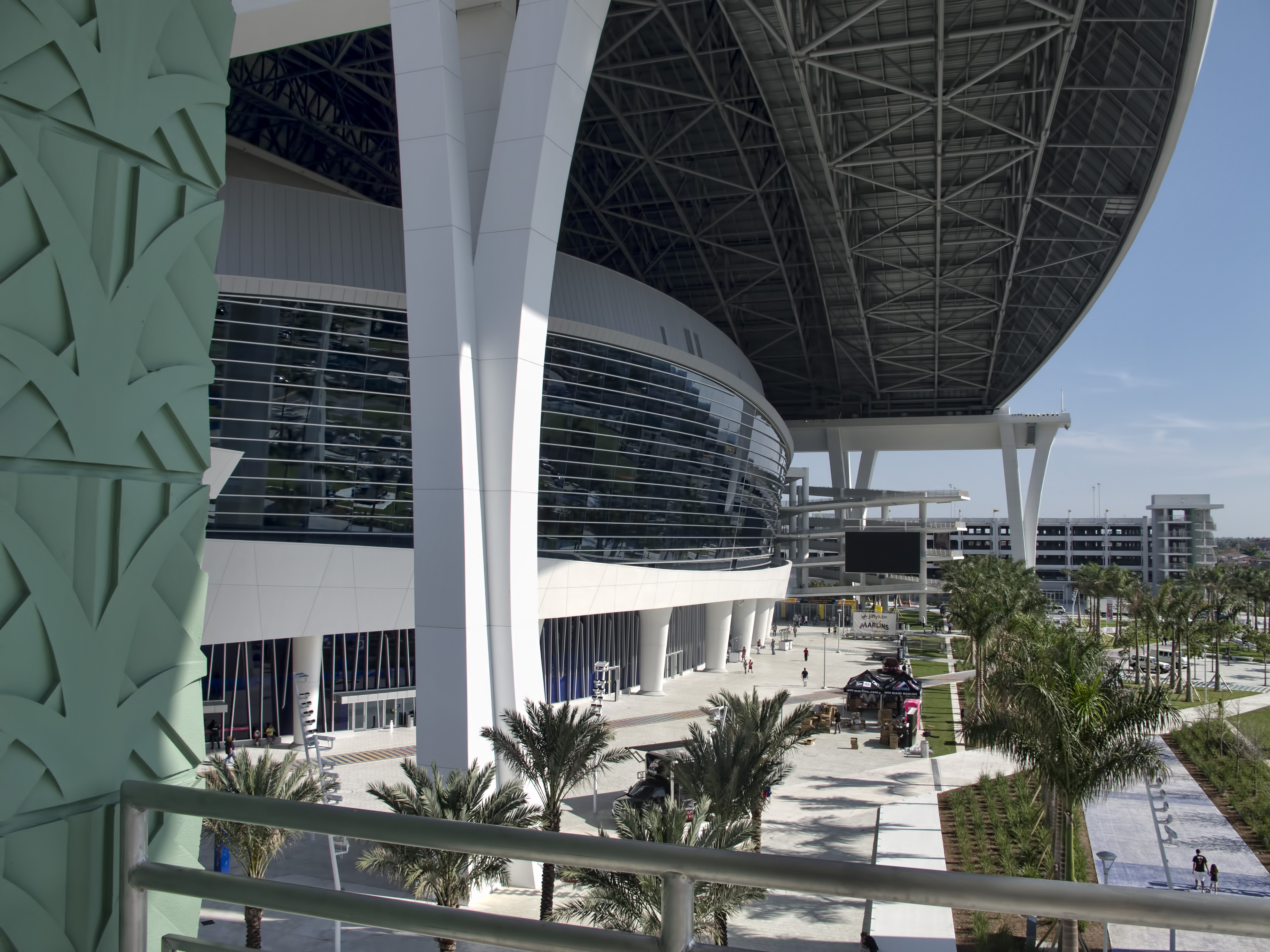
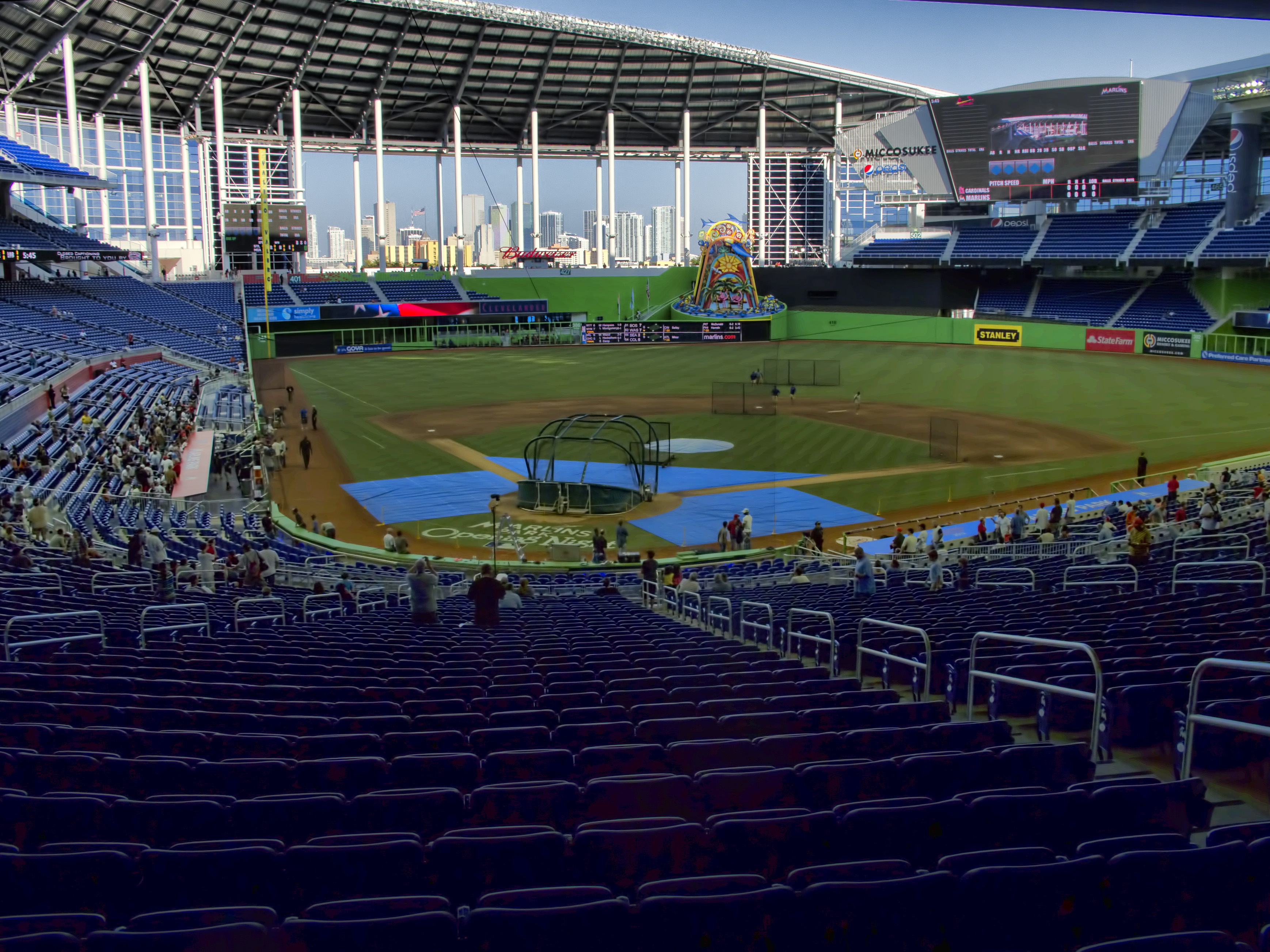